# Каньон Ваимеа
Каньон Ваимеа (англ. Waimea Canyon, реже встречаются названия Ваймеа, Ваймэа, Уэймея; известный как Кауайский каньон или Большой Тихоокеанский Каньон) — крупнейший каньон в Океании на острове Кауаи, Гавайские острова, США. На его дне протекает одноимённая река, которая впадает в одноимённый залив (у одноимённого города), на берегах которого в 1817 году была построена Русская крепость Елизавета.

## Название и происхождение
Каньон получил своё название в честь реки, протекающей по его дну. Река Ваимеа (гав. Waimea переводится с Гавайского — «красная вода», так как после дождей из-за эрозии почв вода в реке краснеет.
Возник из-за водной эрозии, продолжающейся около 5 миллионов лет, достигает глубины 900 метров. Река образовавшая каньон вытекает из одного из самых влажных мест на Земле — вулканическая возвышенность Ваиалеале, где за год выпадает до 16 916 мм дождей. Среднегодовое количество осадков 11 метров.

## Геология и география
Длина каньона — 16 км, ширина — 3,2 км, а глубина — 1,067 км.
Каньон разрезает в древние выветренные красноватые толеитовые базальтовые лавы и пост-щитовые известково-щелочные вулканические отложения.
Каньон имеет уникальную геологическую историю, так как он сформировался не только от эрозии, но и от катастрофического обвала части вулкана.

## Охрана природы
На месте каньона создан государственный природный парк, который простирается на 20 км² и является популярной туристической достопримечательностью на острове Кауаи.

## Панорама
Фото каньона Ваимеа 2017 года

Картина каньона Ваимеа 1917 года